# Spărgătorii de piatră
Spărgătorii de piatră a fost o pictură în ulei pe pânză realizată de Gustave Courbet în 1849. A fost o operă aparținând curentului realist, înfățișând doi țărani, un tânăr și un bătrân, care sparg pietre.
Spărgătorii de pietre a fost expusă pentru prima dată la Salonul de la Paris din 1850. Fiind o lucrare realistă, subiectul aborda o scenă din viața de zi cu zi. Acest tablou a fost menit să arate munca grea pe care o experimentau cetățenii săraci. Courbet nu a arătat fețele personajelor, acestea putând reprezenta „orice om” și nu erau menite să fie indivizi specifici. În același timp, îmbrăcămintea personajelor implica un anumit grad de individualitate, pantalonii bărbatului mai tânăr erau prea scurți, iar vesta bărbatului mai în vârstă este în dungi.
Tabloul a fost distrus în timpul celui de-al Doilea Război Mondial, împreună cu alte 154 de tablouri, când un vehicul de transport care muta tablourile la castelul Königstein, lângă Dresda, a fost bombardat de forțele aliate în februarie 1945.